# Landwüst
Landwüst is een plaats (Ortsteil) in de Duitse gemeente Markneukirchen, in de Vogtlandkreis, dat valt onder de deelstaat Saksen. Landwüst had 290 inwoners (2011).